# ルイーズ・フィッツヒュー
ルイーズ・フィッツヒュー（Louise Fitzhugh,1928年10月5日 – 1974年11月19日 ）は、アメリカ人児童文学作家、イラストレーターである。
1928年、アメリカテネシー州メンフィス生まれ。

## 主な著書
- en:Suzuki Beane (イラスト), 1961
- en:Harriet the Spy（『スパイになりたいハリエットのいじめ解決法』）, 1964
- The Long Secret, 1965
- Bang Bang You're Dead (イラスト), 1969
- Nobody's Family Is Going to Change, 1974

- Sport（『あした、億万長者』）, 1979
- I Am Five, 1978
- I Am Four, 1982
- I Am Three, 1982

## 日本語訳された作品
- 『あした、億万長者』世界の子どもライブラリー、鴻巣友季子訳、久住卓也絵、講談社、1990年
- 『スパイになりたいハリエットのいじめ解決法』世界の子どもライブラリー、鴻巣友季子訳、講談社、1995年